# نبرد گوگمل
نبرد گوگـَمِل ۱ اکتبر سال ۳۳۱ پیش از میلاد بین نیروهای امپراتوری هخامنشی به فرماندهی داریوش سوم و سپاهیان اسکندر مقدونی در شرق موصل رخ داد.
این نبرد در گوگمل، روستایی در ساحل رودخانه بومودوس، در شمال آربلا (اربیل امروزی، در کردستان عراق) رخ داد. علیرغم برتری عددی بسیار زیاد ارتش ایران، ارتش مقدونیه به دلیل استفاده از تاکتیک‌های برتر و بهره‌گیری هوشمندانه از نیروهای پیاده نظام سبک به پیروزی رسید. این یک پیروزی قاطع برای اتحادیه کورینت بود و منجر به سقوط امپراتوری هخامنشی و داریوش سوم شد.

## کلیات
اکثر مورخان قدیم جنگ سومین و آخرین داریوش با اسکندر را جدال اربیل نامیده‌اند؛ ولی از چندی به این طرف آن را جدال گوگمل می‌نامند. پلوتارک می‌گوید: «جنگ بزرگ اسکندر با داریوش، برخلاف آنچه اکثر مورخان نوشته‌اند، در گوگمل رخ داد نه در اربیل و این اسم به زبان فارسی به معنای خانهٔ شتر است.»

## صف آرایی طرفین

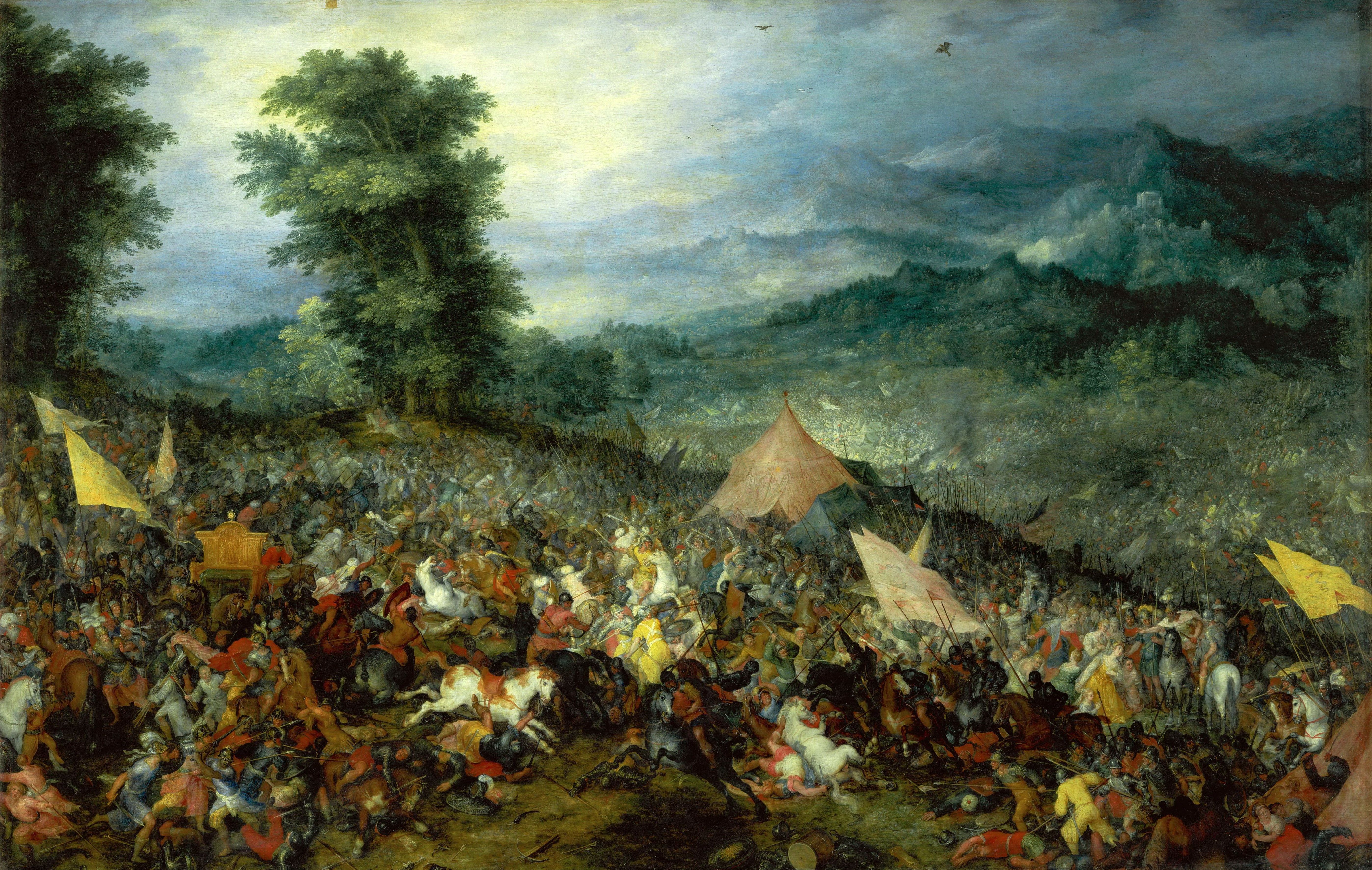
نبرد گوگمل اثر یان بروگل مهتر

در مورد جنگ سوم و آخرین داریوش سوم با اسکندر مضامین مختلفی وجود دارد. آریان مورخ یونانی ترکیب سپاه هخامنشی در جنگ گوگمل را چنین آورده‌است: باختری‌ها، سغدی‌ها و هندی‌های مجاور باختر به فرماندی بسوس والی باختر بودند. ساک‌ها که از سکاهای آسیایی و مستقلند ولی متحد داریوش می‌باشند و تحت فرماندهی ماباسس هستند. هندی‌های کوهستان تحت فرماندهی برسائت والی رخج بودند.
سوارهای پارتی، هیرکانی و تپوری تحت فرماندهی فراتافرن بودند. مادی‌ها، کادوسی‌ها و سکاها تحت فرماندهی آتروپات بودند. سکنه دریای سرخ را اُرُن‌توبات و آریوبرزن و اکسی‌نِس اداره می‌کردند. بر شوشی‌ها و اوکسیان اُگزاتر پسر آبولیتاس ریاست داشت و بر بابلی‌ها، سی‌تاکیان و بر کاریان، بوپار ریاست داشت. ارمنی‌ها به سرداری اُرونت و میثروس‌تِس بودند و کاپادوکی‌ها به سرداری آری‌آرسِس بودند و سل سوریان و بین‌النهرینی‌ها به فرماندهی مازه والی بابل بودند.
آریان از قول آریستوبول گوید: به موجب نقشه‌ای که پس از جدال گوگمل به دست آمد، ترتیب جنگی قشون داریوش چنین بود: در جناح چپ سواره نظام غربی و دهایی و رخجی صف بسته بودند و نزدیک آن سواره نظام و پیاده‌نظام پارسی که با هم مخلوط بودند. در جناح راست سل سوریان، اهالی میانرودان، مادها، پارتی‌ها، سکاها و پس از آن تپوری‌ها و هیرکانی‌ها استاده بودند. در قلب، داریوش با تمام خانواده و نجبای ایران قرار گرفته بود و هندی‌ها و کاریان و آناپاست‌ها و تیراندازان آمارد در اطراف او بودند.
بنابر گزارش کوینت کورس مورخ رومی در کتاب تاریخ اسکندر، ۱۰۰۰ سواره نظام تپوری و ۶۰۰۰ سواره نظام هیرکانی و ۴۰۰۰۰ پیاده‌نظام دربیک در جنگ گوگمل و در ارتش داریوش سوم هخامنشی حضور داشتند.
بنابر دانشنامه ایرانیکا، دربیک‌ها با چهل هزار نیرو بیشترین شمار نیروها را در نبرد گوگمل و در ارتش هخامنشی داشتند.
اسکندر خط جنگ را به شکل هلال درآورد تا به آسانی نتوان آن را محصور کرد و برای این که سپاهیان او از حملهٔ ارابه‌های داس‌دار ایرانی مصون بمانند، فرمان داد، سربازان دم سپرهایشان را تنگ به یکدیگر بچسبانند و در حین حمله ارابه‌ها نیزه‌ها را به سپرها بزنند تا اسبان آن‌ها رم کند و به سوی ایرانی‌ها برگردند.

## شرح جنگ

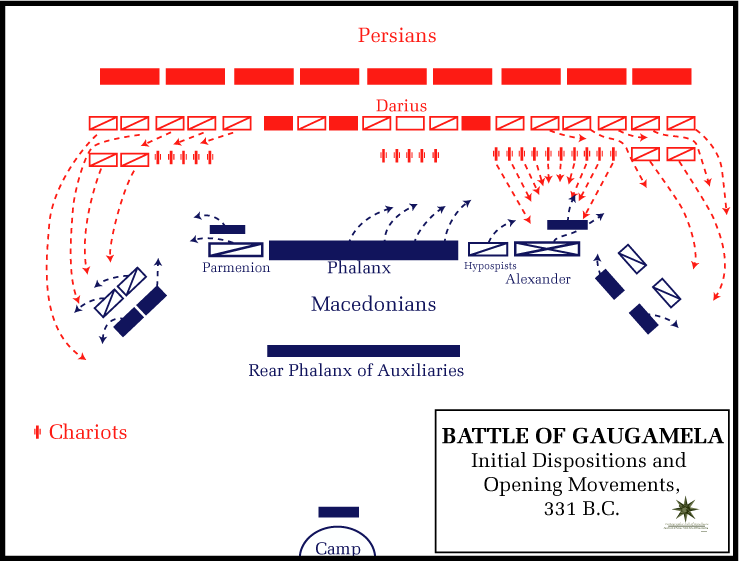
صف‌آرایی اولیه و حملات نخست نبرد.

ارتش داریوش و اسکندر از جاهای خود کنده به استقبال یکدیگر شتافتند و همین که دو لشکر در مقابل یکدیگر واقع شدند شیپورچی‌های طرفین شیپور حمله را دمیدند و از هر دو سپاه نعرهٔ جنگی برآمد. در ابتدا ارابه‌های داس دار ایرانی به شدت حمله‌ور شد و باعث وحشت در صفوف مقدونی‌ها گردید. به خصوص که مازه در راس سواره نظام ایران نیز به مقدونی‌ها حمله برده و عملیات ارابه‌ها را تقویت کرد؛ ولی مقدونی‌ها چنان‌که اسکندر سپرده بود، سپرهای خود را تنگ به یکدیگر چسبانده و نیزه‌هاشان را به سپرها زدند. بر اثر آن صدای مهیبی در فضا پیچید و اسبهای ارابه‌ها به وحشت افتاده و برگشتند و در صفوف ایرانی باعث اختلال گشتند. با این وجود بعضی از ارابه‌ها به صفوف مقدونی رسیدند و سربازان صفوف خود را گشودند تا ارابه‌ها بگذرند و بعد عده ای را با ضربت‌ها خراب کردند؛ ولی عده ای از ارابه‌ها به صفوف مقدونی برخورد کرد و تلفاتی به دشمن رسانید. توضیح آنکه دست‌های سربازان یا سر آنها را قطع و پیاده‌ها را از کمر به دو نیم کرد. پس از آن جدال مهیبی رخ داد. دو سپاه به قدری به هم نزدیک شدند که تیراندازان و فلاخن داران اسلحهٔ خود را به کار برده بودند و می‌رفت که جنگ تن به تن درگیرد. در این مرحله جدالی سهمگین بین سواره نظام جناح راست مقدونی با سواره نظام جناح چپ ایرانی که در تحت فرماندهی داریوش بود شروع شد. همراه او هزار نفر سوار ممتاز و رشید بودند که تماماً از اقربای او به‌شمار می‌رفتند و حاضر شده بودند در این روز مردانگی و مهر و محبتشان را به داریوش نشان دهند. این دستهٔ ممتاز سینه‌ها را در جلوی تگرگ تیر که به سمت داریوش می‌بارید سپر کرده و می‌جنگیدند و عدهٔ زیادی از سپاهیان دلیر ملوفور (یعنی سپاهی که نوک نیزه‌هایشان به سیب طلایی منتهی می‌شد و از سواره نظام ممتاز پارسی به‌شمار می‌رفت) به دستهٔ مزبور کمک می‌کردند. نزدیک این سواره نظام مردها و کوسی‌ها می‌جنگیدند و بلندی قامت آن‌ها جالب توجه بود. تمام این سپاهیان فریاد جنگی برآورده و با شدت به طرف مقدونی‌ها حمله کردند و از جهت فزونی عده مقدونی‌ها را در فشار گذاردند.

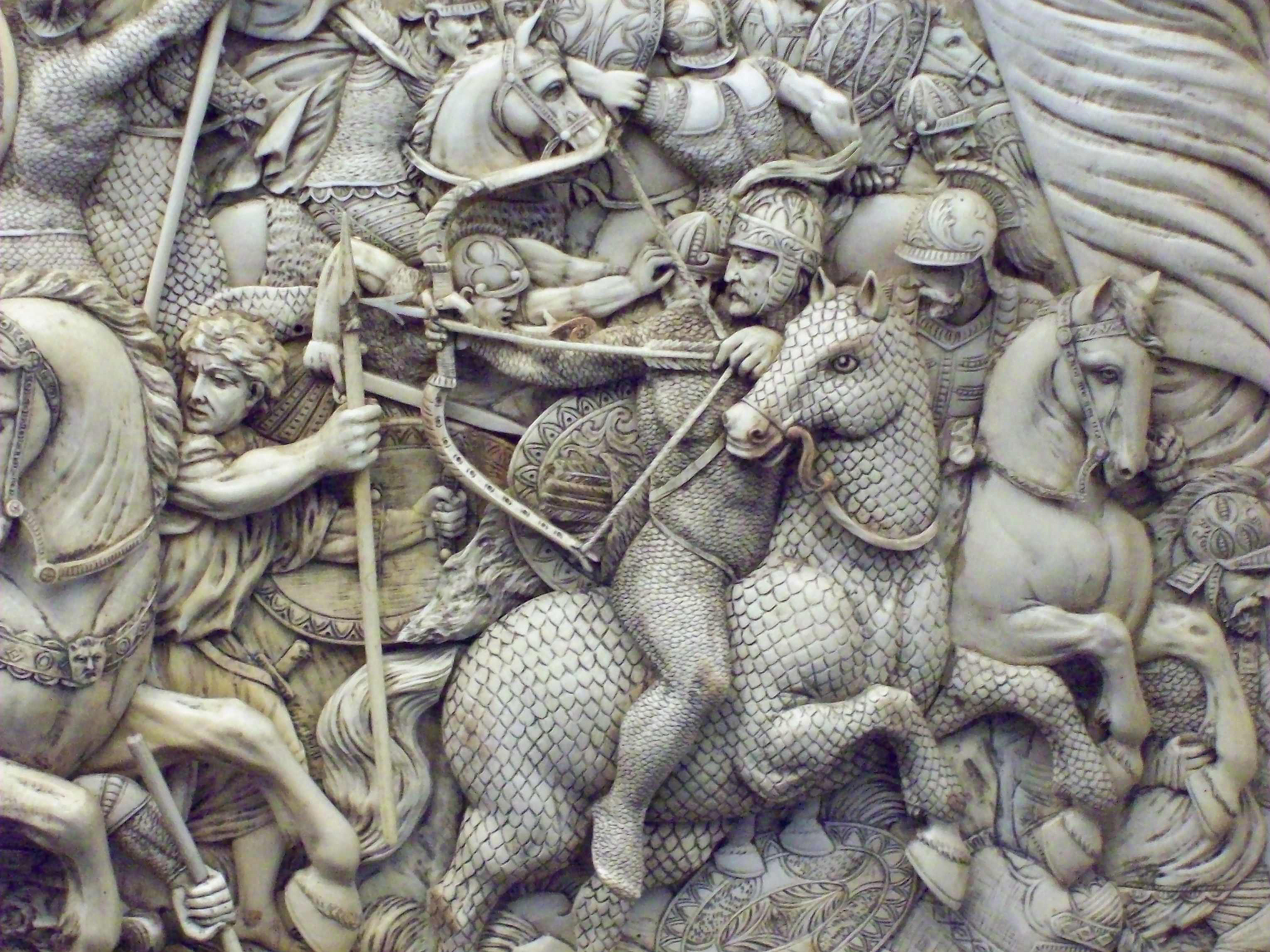
سوار کماندار پارسی در نبرد گوگمل، قرن ۱۸ میلادی، موزه ملی باستان‌شناسی مادرید، اسپانیا.

از طرف دیگر مازه در ابتدای جنگ با سواره نظام ایرانی مقدونی‌ها را هدف باران تیر قرار داد و تلفات زیادی به آنها وارد کرد. بعد از او دسته ای از سوارها ی ممتاز که مرکب از دو هزار نفر کادوسی و هزار نفر سکایی بود جدا کرده و به آنها دستور داد از جناح چپ دشمن دور زده و به اردوگاه مقدونی‌ها حمله برده و بار و بنهٔ آنها را تصرف کنند. فرمان مذکور در حال اجرا شد و سکاها بار و بنهٔ مقدونی‌ها را غارت کردند. این واقعه باعث اختلال در اردوی مقدونیه شد و اسرایی که در آنجا بودند جرئت یافته و به کمک ایرانیان آمدند ولی سی سی گامبیس مادر داریوش که در جزو اسرا بود از جا حرکت نکرد.

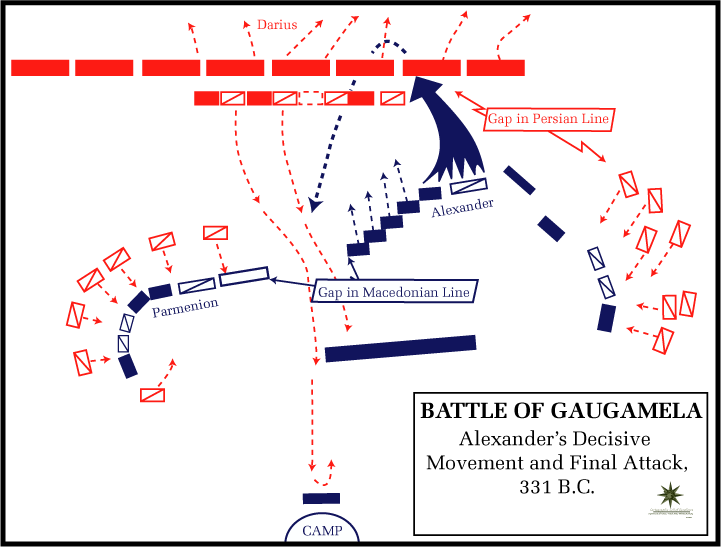
حمله سرنوشت‌ساز اسکندر.

سکاها قسمتی از بار و بنهٔ مقدونی‌ها را غارت کرده نزد مازه شتافتند، تا او را از بهره‌مندی خود آگاه سازند. اسکندر چون وضع را چنین دید در راس سواره نظام پادشاهی که بر سایر قسمت‌های سواره نظام امتیاز داشت به داریوش حمله برد. شاه این حمله را تحمل کرد و از بالای گردونهٔ خود زوبین‌هایی به طرف حمله کنندگان انداخت. جنگی‌های زیادی نیز در اطراف می‌جنگیدند. بعد داریوش و اسکندر به استقبال یکدیگر شتافتند. اسکندر زوبینی به طرف داریوش انداخت ولی این ضربت به او اصابت نکرد و به گردونه ران او آمده و وی را سرنگون کرد. از افتادن او در میان قراولان داریوش همهمه پیچیده و از بعضی صدای شیون برخاست زیرا برخی از پارسی‌ها و مقدونی‌ها پنداشتند که این ضربت به خود داریوش اصابت کرده و سربازان یقین داشتند که داریوش کشته شده و رو به هزیمت گذاشتند. فرار آنها از یک صف به صف دیگر سرایت کرد و در نتیجه صفوف جنگی در هم شکست. بعد که داریوش دید که یک طرف او از مدافعان به کلی خالی است خودش هم در وحشت افتاده و رو به فرار گذاشت. در این حال از هزیمت سپاهیان پارسی و تعقیبی که سواره نظام اسکندر از آنان می‌کرد گرد زیاد برخاست و فضا را تیره و تاریک کرد. این ابر مظلم به قدری غلیظ بود که نمی‌شد دید داریوش به کدام طرف فرار می‌کند. در این احوال مازه که جناح راست ایرانیان را فرمان می‌داد و از فرار داریوش خبر نداشت با سواره نظام خود به جناح چپ مقدونی‌های حمله کرد و هر چند پارمنین در راس سواره نظام تسالی و رفقای خود در مقابل مازه پافشرد ولی با وجود شجاعتی که سواره نظام او بروز داد مازه مقدونی‌ها را سخت در فشار گذارد و کشتاری مهیب درگرفت. پارمنیون چون دید از عهدهٔ مازه بر نمی‌آید و چیزی نمانده که شکست بخورد کس نزد اسکندر فرستاد که پیغام داد که اگر اسکندر به کمک نیاید شکست او حتمی است. این خبر وقتی به اسکندر رسید که او در تعقیب داریوش از دشت نبرد خیلی دور شده بود. با وجود این او فوراً امر کرد سواره نظامش بایستد و چنان‌که نوشته‌اند در این موقع خشم و غضب او را حدی نبود، چه می‌دید فتحی را که به چنگ آورده از دست می‌دهد؛ ولی در این احوال باز اقبال به طرف اسکندر آمد، توضیح اینکه به مازه خبر رسید که داریوش شکست خورده و فرار کرده. این خبر با وجود بهره‌مندی او باعث سستی وی شد و بر اثر آن از فشار او به مقدونی‌هایی که در حال اختلال بودند کاست.

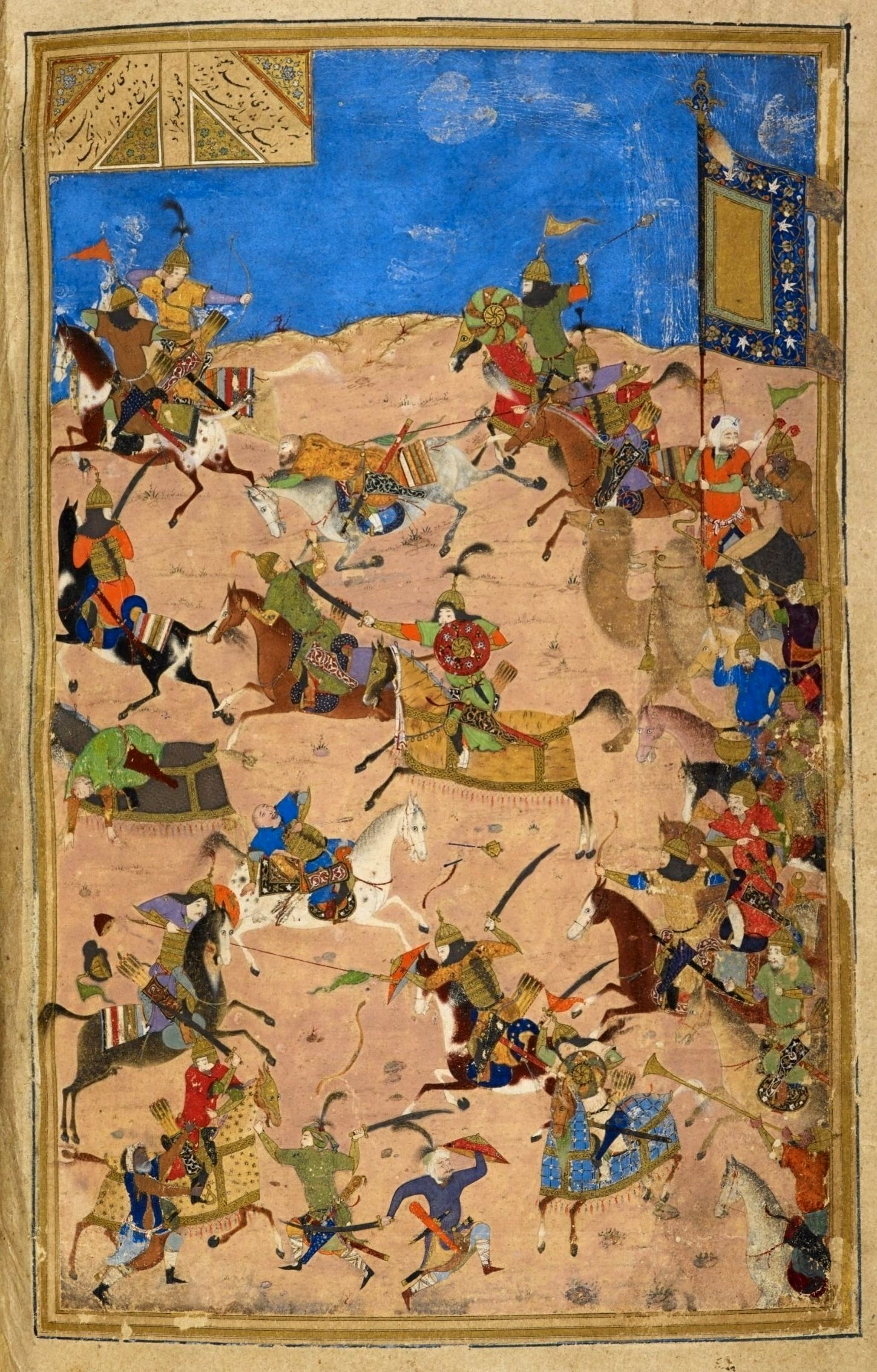
نبرد اسکندر و دارا اثر کمال الدین بهزاد برای خمسه نظامی. قرن شانزدهم میلادی.

پارمنیون از این سستی در ابتدا تعجب کرد ولی بعد فوراً موقع را مغتنم شمرد که از آن استفاده کند. سواره نظام تسالی را نزد خود طلبیده به آنها گفت: "ببینید این مردان که ما را سخت در فشار گذارده بودند چگونه عقب می‌نشینند گویی که یخ کرده‌اند. این از اقبال پادشاه ما است. چرا ایستاده‌اید؟ آیا از عهدهٔ اشخاصی هم که می‌خواهند فرار کنند بر نمی‌آیید؟" تسالیان این سخن را عین حقیقت تصور کرده و جرئت یافته حملات سخت به دستهٔ مازه کردند و پس از آن عقب‌نشینی این سردار بزودی مبدل به فرار شد؛ ولی چون سردار مقدونی از جهت این سستی اطلاع نداشت برای تعقیب فراریان نمی‌کوشید؛ بنابراین مازه فرصت یافت که از دجله گذشته و با بقیهٔ دستهٔ خود مستقیماً به طرف بابل رانده و به آنجا پناه برد.
پس از آن بالاخره تمام سپاهیان پارس رو به هزیمت گذاردند و مقدونی‌ها آن‌ها را تعقیب کرده عده ای از فراریان را کشتند. عدهٔ کشته شده‌های ایرانی را دیودور سیسیلی نود هزار و عدهٔ کشته شده‌های مقدونی را پانصد نوشته ولی آرون، مورخ آن دوره گوید که عدهٔ مجروحان مقدونی خیلی زیاد بود و سردارانی مانند هفستیون، سنوس، مه نیداس، پردیکاس و بعضی دیگر جزو مجروحان بودند. زیادی کشته شده‌های ایرانی از آنجا بود که در موقع هزیمت و گرد و خاکی که فضا را فرو گرفته بوددر زیر سم اسب‌های فراریان و تعقیب کنندگان می‌ماندند و بعد از دم تیغ مقدونی‌ها می‌گذشتند. کنت کورث مورخ عدهٔ مقتولان ایرانی را چهل هزار و کشته شده‌های مقدونی را سیصد نوشته ولی با اینکه مورخان اسکندر اعتراف می‌کنند که جنگ در ابتدا سخت بود و مقدونی‌ها هزیمت کردند و اسکندر آن‌ها را توبیخ کرده و برگردانید و از طرف دیگر پارمنیون داشت شکست می‌خورد که خبر فرار داریوش رسید. چگونه می‌شود قبول کرد که عدهٔ کشته شده‌های مقدونی فقط سیصد نفر بوده باشد؟ آریان مورخ عدهٔ مقتولان ایرانی را سی هزار نوشته و گوید، که عدهٔ بیشتری اسیر شدند ولی عدهٔ مقتولان مقدونی را سیصد پیاده و هزار سوار قلمداد کرده. کلیتا راجع به آریان باید در نظر داشت که او تاریخ خود را موافق پانویس‌های آریستوبولوس و بطلیموس، سرداران اسکندر نوشته و مثل این است که یک تاریخ رسمی نوشته باشد.

## سرنوشت داریوش
داریوش در گردونهٔ خود به قدری سریع حرکت می‌کرد که اسکندر نتوانست به او برسد و چنان‌که مورخان اسکندر نوشته‌اند گرد و غبار مانع بود از اینکه مقدونی‌ها بدانند داریوش از کدام طرف می‌رود. فقط گاهی صدای شلاق گردونه ران آگاهی می‌داد که داریوش نزدیک است. بدین ترتیب داریوش به رود لیکوس رسید و پس از عبور خواست پل را براندازد، تا مقدونی‌ها نتوانند از رود مزبور عبور کنند ولی بعد از قدری تأمل دید که اگر چنین کند عدهٔ زیادی از فراریان سپاه او نخواهند توانست از رود بگذرند و قربانی مقدونی‌ها خواهند شد. این بود که گفت: «راه مقدونی‌ها را بازگذارم به از آن است که راه پارسی‌ها را بربندم.» اسکندر که داریوش را تعقیب می‌کرد، وقتی که به پل مزبور رسید نخواست که دیگر مقدونی‌ها فراریان را تعقیب کنند.

## عواقب جنگ
همانند بسیاری از جنگ‌های دیگر این دورهٔ زمانی، تعداد تلفات این جنگ به روشنی معلوم نیست. هنگامی که اسکندر داریوش را تعقیب می‌کرد به دلیل مشکلاتی از ادامهٔ تعقیب صرف نظر کرد و داریوش به همدان گریخت. اسکندر هم بعد از پیروزی گرانقدری که در این جنگ برایش حاصل شده بود به سمت جنوب تاخت و بابل، شوش و پایتخت امپراتوری هخامنشی، پارسه (پرسپولیس) را تصاحب کرد. در مدت یک سال بعد، عده ای از همراهان داریوش به وی خیانت کردند و طی یک توطئه، شاه پارس توسط شخصی ناشناس به قتل رسید. پس از مرگ داریوش، اسکندر خود را فرمانروای قلمرو هخامنشی خواند و شروع به تاخت و تاز به مناطق مختلف این قلمرو کرد.